# Iryna Kuraczkina
Iryna Alaksandrauna Kuraczkina (błr. Ірына Аляксандраўна Курачкіна; ur. 17 czerwca 1994 w Kruhłem) – białoruska zapaśniczka startująca w stylu wolnym. Srebrna medalistka olimpijska z Tokio 2020 w kategorii 57 kg.
Brązowa medalistka mistrzostw świata w 2017, 2019 i 2024. Złota medalistka mistrzostw Europy w 2018, 2021 i 2024; srebrna w 2016 i brązowa w 2020. Mistrzyni igrzysk europejskich w 2019. Wygrała indywidualny Puchar Świata w 2020. Zajęła szóste miejsce w Pucharze Świata w 2018 i siódme w 2013. 
Druga na MŚ U-23 w 2017. Mistrzyni Europy U-23 w 2017, a druga w 2015 roku.